# Aegirin
Aegirin ili akmit  je inosilikatni član grupe klinopiroksena. Aegirin je natrijski krajnji član serije čvrstih otopina koju čini s augitom. Kemijska mu je formula NaFe[Si2O6], u kojoj se željezo javlja u trovalentnom obliku.  U seriji aegirin-augit natrij može djelomično biti zamijenjen kalcijem i dvovalentnim željezom,  a magnezij može zamijeniti dio trovalentnog željeza kako bi se neutralizirao naboj. Aluminij također može doći umjesto Fe3+.

Pojavljuje se kao tamnozeleni do smeđi monoklinski dugoprizmatični kristal. Ima staklast sjaj i savršenu kalavost. Tvrdoća mu varira od 5 do 6, a specifična gustoća je 3.2-3.4.
Pojavljuje se u alkalijskim magmatskim stijenama poput alkalijskih sijenita, trahita i alkalijkih granita. Aegirin-augit javlja se i alkalijskim bazaltima i alkalijskim gabrima.
Nalazišta su u Quebecu, Kanada (Mont Saint-Hilaire), zatim u Norveškoj (Kongsberg), na Grenlandu (Narsarssuk), poluotoku Koli u Rusiji, u Arkansasu (Magnet Cove), u Keniji, Škotskoj i Nigeriji, a kod nas na Papuku kod Voćina postoji aegirinski albitni riolit.
Aegirin je dobio ime po Ægiru, germanskom bogu mora. Sinonim za mineral je akmit, što je izvedenica iz grčkog jezika, a ukazuje izduženost njwgovih kristala kristala.
Aegirin pokazuje izrazit pleokroizam, što inače nije tipično za piroksene.